# Pirin Blagoevgrad
Pirin  Blagoevgrad (în bulgară ПФК Пирин  Благоевград) este un club de fotbal din Blagoevgrad, Bulgaria.Echipa susține meciurile de acasă pe Stadionul Hristo Botev cu o capacitate de 11.000 de locuri.